# HD 61885
HD 61885，又名BD+13 1737，SAO 97154、HR 2965，是一颗恒星，视星等为5.77，位于銀經206.28，銀緯17.17，其B1900.0坐标为赤經7h 36m 15.4s，赤緯+13° 17.17′ 52″。